# Манихин, Николай Александрович
Николай Александрович Манихин (род. 1949) — протоиерей Русской Православной Церкви.

## Биография
Родился 26 октября 1949 года в селе Новодевичье Шигонского района Куйбышевской области.
После средней школы в 1969 году окончил Куйбышевский механико-технологический техникум. Высшее духовное образование получил в Московской духовной семинарии и в Московской духовной академии (в 1971—1976 годах). Женился в 1974 году.
Действительную военную службу проходил в Советской Армии в ракетных войсках Одесского военного округа.
Принял сан диакона, затем иерея в 1974 году. В сан протоиерея возведен Указом Владыки Иоанна (Снычова) в 1981 году.
С января 1981 года живет в Тольятти и служит в Храме Казанской иконы Божией Матери. В настоящее время в этом же храме служит диаконом его сын Вениамин, две дочери получают духовное образование. Имеет двух внуков.
Управляющий организацией — МЕСТНАЯ ПРАВОСЛАВНАЯ РЕЛИГИОЗНАЯ ОРГАНИЗАЦИЯ ПРИХОД В ЧЕСТЬ ИКОНЫ КАЗАНСКОЙ БОЖИЕЙ МАТЕРИ ГОРОДА ТОЛЬЯТТИ САМАРСКОЙ ОБЛАСТИ РПЦ.

## Награды
- Награждён церковными богослужебными наградами: крестом с украшениями (1986 год), правом ношения митры (1989), правом служения литургии при открытых царских вратах до херувимской песни (1995), правом служения литургии при открытых царских вратах до «Отче наш».
- Отмечен многочисленными епархиальными наградами и наградами Патриархии Русской Православной Церкви: орденом Преподобного Сергия Радонежского III степени (1987 год), орденом Святого Благоверного князя Даниила Московского III степени (2002), орденом Преподобного Серафима Саровского III степени (2005).
- Отец Николай награждён также светскими наградами:
  - В 1999 году в честь 50-летия со дня рождения, 25-летия пастырского служения и 10 лет благочиния Николай Манихин был награждён Почетной грамотой Тольяттинской городской Думы.
  - В 2002 году был удостоен государственной награды России — ордена Дружбы.
  - 21 мая 2008 года решением Думы городского округа Тольятти № 893 Манихину Николаю Александровичу присвоено звание «Почетный гражданин Тольятти».